# (400207) 2007 BC16
(400207) 2007 BC16 es un asteroide perteneciente al cinturón de asteroides, descubierto el 17 de enero de 2007 por el equipo del Spacewatch desde el Observatorio Nacional de Kitt Peak, Arizona, Estados Unidos.

## Designación y nombre
Designado provisionalmente como 2007 BC16.

## Características orbitales
2007 BC16 está situado a una distancia media del Sol de 2,970 ua, pudiendo alejarse hasta 3,408 ua y acercarse hasta 2,531 ua. Su excentricidad es 0,147 y la inclinación orbital 7,852 grados. Emplea 1869,77 días en completar una órbita alrededor del Sol.

## Características físicas
La magnitud absoluta de 2007 BC16 es 16,8.